# 小蝶跳棋
小蝶跳棋（Felli），是流傳於摩洛哥的兩人棋類，是種跳棋遊戲，與印度的蝴蝶跳棋、中蝶跳棋、大蝶跳棋有關係，但小蝶跳棋具有如北非跳棋的升級規則。
在中國廣東湛江、浙江寧海也有有同樣佈置，規則相似的傳統棋類，分別稱為扁箜棋，與跨棋。

## 棋具
- 棋盤兩個三角形共用一個頂點，內部各有一橫一豎直線，組成共十三個棋點，如蝴蝶形狀。

- 以兩色棋子區分敵我，每方各有六枚。棋子背面有符號表示升級。

## 規則
- 棋子皆放在棋點上。每方將己棋全放在最靠近自方三角形的六個棋點，剩下的頂點為空棋位。

- 任何棋子皆須需沿線移動。

- 每回合玩家可能有二種行動，以跳吃為優先：
  - 跳吃。己棋跳過一枚鄰邊的敵棋落到同線的緊連空點，然後把被跳過的敵棋移出棋盤，必須連跳吃，必須選擇吃最多子的路徑。若是以升級棋吃，則落到的同方向空點不需為緊連。
  - 當無法跳吃時，移動一己子，未升級棋僅能到鄰處的空棋點；升級棋可沿直線移動，但中途不得有子抵擋。

- 當己棋移動到對方三角形的角落點時，成為升級棋。

- 消滅或阻塞對方棋子獲勝[2]。

## 外部連結
- 遊戲圖片
- 遊戲下載